# Xbox 360
Xbox 360 е втората конзолна платформа за видеоигри на Microsoft, и наследник на Xbox. Xbox 360 се съревновава с PlayStation 3 на Sony и Nintendo Wii, като заедно сформират седмото поколение игрални конзоли. Към юни 2014 г. в целия свят са продадени над 84 милиона Xbox 360 конзоли.
Xbox 360 е показан за пръв път пред публика по MTV на 12 май 2005 г., а по-подробна информация и технически спецификации са представени месец по-късно на Electronic Entertainment Expo (E3). Конзолата се е разпродала напълно във всички страни, веднага след пускането ѝ, освен в Япония.
Някои от основните характеристики на Xbox 360 са вградената Xbox Live услуга, позволяваща съревноваване с други играчи, теглене на аркадни игри, демо, трейлъри, ТВ предавания, музика и филми, както и възможностите за Windows Media Center мултимедия. Xbox 360 също предоставя достъп до характерни за определени региони услуги, като Netflix и ESPN за САЩ и Sky Player за Англия.
На 14 юни 2010 г. Microsoft представят изцяло обновен Xbox 360 като част от конференцията им на E3. Освен това обявяват, че разпространението на видеоизменената конзола започва още на същия ден, като всеки присъстващ в залата получава по една бройка от новата конзола. Новата версия на Xbox 360 е малко по-тънка и има вградено Wi-Fi (820,11 b/g/n) TOSLINK S/PDIF оптичен аудио изход, 5 USB 2.0 порта (старата версия има 3) и специален AUX порт. Оттогава старите модели Xbox 360 (Arcade и Elite) не се произвеждат. Конзолите се предлагат окомплектовани с 250 GB хард диск или 4 GB вътрешна памет (аналог на 120 GB при Elite и 512 МВ при Arcade).
През 2013 г. е пусната обновена версия на конзолата, наречена Xbox One E. Същата година е анонсиран Xbox One, наследникът на Xbox 360. През 2016 г. производството на Xbox 360 е спряно и е прекратена неговата продажба.
През 2009 г. IGN избра Xbox 360 да е на шесто място сред 25-те най-велики конзоли на всички времена.

## Преглед

### Разработка
Известна по време на развитието си като Xenon, Xbox 2, Xbox FS, Xbox Next, NextBox, Xbox 360 е замислена в началото на 2003 г. През февруари 2003 г. планирането на Xenon софтуерна платформа започва, и е водена от заместник-председателя на Microsoft Джеимс Аллард. Същият месец Microsoft провежда 400 събития за разработчици в Белвю (Вашингтон) да набере подкрепа за системата. В същия месец, Питър Мур бивш президент на Sega в Америка се присъединява при Microsoft. На 12 август 2003, ATI се записва в производството на графичната обработка на новата конзола, сделка която е публично обявена 2 дена по-късно. Преди стартирането на Xbox 360, няколко алфа разработващи китове са забелязани с помощта на Power Mac G5 hardware на Apple. Това се дължи на системата PowerPC 970 процесор изпълняващ същата архитектура PowerPC дето Xbox 360 евентуално би вървяло под IBM Xenon процесор. Ядрото на Xenon процесор са разработени с помощта на малко по-модифицирана версия на PlayStation 3 Cell процесор PPE архитектура. Според Дейвид Шипи и Мики Пипс IBM служителите били „криели работата си от Sony и Toshiba.“

### Пускането
Xbox 360 е пуснат на 22 ноември в Съединените щати, Мексико и Канада, на 2 декември в Европа и на 10 декември 2005 г. в Япония. По-късно е пуснат в Бразилия, Чили, Колумбия, Хонг Конг, Сингапур, Южна Корея, Тайван, Австралия, Нова Зеландия, Южна Африка, Индия и Русия. В първата си година на пазара системата стартира в 36 държави, повече страни, отколкото всяка конзола стартирана в една година.

## Конфигурации за търговия на дребно
На Xbox 360 се предлага в три стандартни варианта, като Xbox 360 Arcade, на Xbox 360 Pro (понякога се съкращава просто Xbox 360) и Xbox 360 Elite. Xbox 360 Core се заменя с „Xbox 360 Arcade“ през октомври 2007 г. 60 GB версия на Xbox 360 Pro е пусната на 1 август 2008 г. На старта на Xbox 360 се предлага в две конфигурации: Xbox 360 пакет, цена в US$ 399 или GB£ 280, и Xbox 360 Core, цена в US$ 299 и GB£ 199. Оригиналното изпращане на Xbox 360 версията включваше версия на Media Дистанционен като промоция. Елит пакета стартира късно в US$ 479.
Xbox 360 Core е старото ниво на Xbox 360. Core вече не се произвеждат, като е заменен от Xbox 360 Arcade. Той не е бил първоначално в Япония, но е бил пуснат по-късно на 2 ноември 2006 г. Core системата дойде пакетирана с композитни видео кабели, способен само на SDTV резолюции, но по-новите модели с номер 0728 или по-голям имат HDMI 1,2 продукция. Core може да произвежда сигнали до 1080p когато е свързан отделно с HDMI, компонент или VGA кабели. Може също така да използвате едно отделно продадени 20, 60 или 120 GB хард диск. За разлика от всички други SKUs, Core е пакетиран с жична версия на Xbox 360 контролер, вместо на безжичната версия намерени в други SKUs.
Xbox 360 Arcade е новото ниво за Xbox 360. На 23 октомври той замени Xbox 360 Core и поддържа цена от $279,99. Arcade е публично разкрит (макар че бил наличен в магазините много рано) от Microsoft за президент на Развлечение Устройства разделение Роби Бах на Financial Times на 18 октомври 2007 година, и официално обявен на 22 октомври 2007. Arcade включва безжичен контролер, композитен AV кабел, HDMI 1,2 продукция, вътрешен 256 MB чип за памет (единици пуснати преди 2008 включва 256 MB памет карта), и 5 Xbox Live Arcade заглавия: Boom Boom Rocket, Feeding Frenzy, Luxor 2, Pac-Man Championship Edition и Uno на един-единствен диск, който също включва и „Добре дошли Видео“ и няколко трейлъри и демота. През празниците на 2008 2008 конзолите бяха в пакет с Sega Superstars Tennis. С 4 септември 2008 цените на Arcade падат от $ 279 до $ 199.
Xbox 360 Pro (понякога е наричан Premium и е опакован като Xbox 360 с подзаглавие „Go Pro“) включва всички възможности на Xbox 360 Arcade и включва хибридни съставки и кабел с по избор оптични изложени вместо от композитен кабел. Този модел включва също разглобяем 60 GB хард диск (по-рано от 20 GB HDD), за да съхранявате изтеглили съдържание, осигуряват съвместимост с оригиналния Xbox игри, игри и съхранение на данни. Включеният хард диск идва с демо игри, видеоклипове и безплатена Live Arcade игра, Hexic HD. През юли 2007 г., тази версия на Xbox 360 започва да се появяват със Зефир дънна платка (дънната платка, използвана в Елит), които характеристики 1,2 HDMI, както и подобряване на GPU heatsink. Въпреки че този пакет няма да включва 1,2 HDMI, то не идва с HDMI 1,2 кабели. В края на Септември 2007, най-новите системи са били транспортирани с новите „Falcon“ дънни платки. Тази дънна платка включва новите 65-нм процесори, правейки ги тих и хладен, отколкото по-старите системи. На 1 август 2008 г., 20 GB Xbox 360 беше прекратено и е заменен от 60 GB HDD модел на същата цена. През празниците на 2008 конзолите бяха в пакет с Lego Indiana Jones: The Original Adventures и Kung Fu Panda. 4 септември 2008 цената е намалена от $ 349 до $ 299.
Xbox 360 Elite е най-скъпият вариант на конзолата. Тя включва 120 GB твърд диск и матово черно покритие. Елитът също така включва и HDMI кабел 1,2 и контролер и слушалките, които съответстват на системата черно покритие. Началната цена е била 479,99 щатски долара, 549.99 канадски долара, и 719,95 австралийски долара. Елитът е пуснат в Европа на 24 август 2007, и в Австралия на 30 август 2007. Ранният Elite модел са използвали Зефир дънна платка, но по-новите модели използват Falcon 65 Nm вместо чипсет. Тези елити (Xbox 360 и други модели, като се използва Falcon) могат да бъдат идентифицирани от по-ранни версии с повторно проектирана мощност конектор и захранване, която работи при 175 вата. Дънната платка също е различна. През празниците на 2008 конзолите бяха в пакет с Lego Indiana Jones: The Original Adventures и Kung Fu Panda. Пакет с Игра на годината е на разположение, което включва Halo 3 и Fable II. От 4 септември 2008 Elite цената е намалена от $449 до $399.

## Хардуер и аксесоари

### Хардуер
Основната единица на Xbox 360 си е леко вдлъбната двойно по-матово бял или черен. Тя разполага с пристанище на върха, когато вертикалната (лявата страна, когато хоризонтално) за които по поръчка, намиращи се на твърдия диск звено може да бъде приложен в размер на една от 20, 60 (август 2008 г. нататък) или 120 GB. Обработката на графиката е обработвано от ATI Xenos, който разполага с 10 MB на eDRAM. Процесорът е с три ядра, всяко от тях е по 3,2 GHz, има 512 MB RAM.

### Аксесоари
Много от аксесоарите са налични за конзола, включително и двете жични и безжични контролери, слушалки за чат, уеб камера за видео чата, танц тепиха и Gamercize за упражнение, четири размера на карти с памет, както и три размера на твърдия диск (250 GB, 120 GB, 60 GB и 20 GB), наред с други елементи, всички от които са оформени за съвпадение на конзолата.

### Проект Natal
Проект Natal е кодово име за „контролер за свободни игри и забавления“ за Xbox 360. То беше първо обявено на 1 юни 2009 г. по E3. В добавка на периферни дава възможност на потребителите да контролират и взаимодействат с Xbox 360 без контролер за игри, а по-скоро чрез жестове, команди чрез говорене, и/или представени предмети и образи. Проект Natal ще работи с всички съществуващи модели Xbox 360. Дата за пускане все още не е обявена, но главният изпълнителен директор Стив Балмър заяви че технологията ще бъде включен в нов Xbox 360, дължим за пускане през 2010 г.
На 4 ноември 2010 Проект Natal е пуснат в продажби под името Kinect. Той се продава на цена от около 300 лв. и в комплект съответно с Xbox 360 Slim 4 GB за около 650 лв. и Xbox 360 Slim 250 GB за около 750 лв. Kinect 2.0 e анонсиран заедно с Xbox One през 2013 г.